# 조병택
조병택(趙秉澤, 1832년 1월 8일 ~ 1924년 9월 7일)은 대한제국과 일제강점기의 기업인이다. 백완혁, 조진태와 함께 구한말, 일제 강점기 경제계의 3대 거상으로 여겨진다.

## 생애

### 어린 시절
경기도 양주군에서 농부의 아들로 태어났다. 원래는 농부로 일했지만 22세 시절에 자신의 외삼촌이었던 최상기를 따라 한성부로 이주하게 된다. 1887년부터는 명성황후의 친정 일족이었던 민영익의 행수(行首, 집사)로 일하면서 민영익과 우호적인 관계를 형성했고 나중에 상인으로 일하게 된다.

### 상인
조병택은 청일 전쟁 시기에 저마포(苧麻布, 모시), 쇠가죽 무역을 하면서 막대한 수입을 올렸다. 특히 일본군이 쇠가죽으로 만든 장화를 많이 신는다는 정보를 입수한 조병택은 대구에서 쇠가죽 한 칭을 160냥에 매입한 다음에 이들을 왜관(倭館)으로 운반했고 선박을 이용해서 인천(仁川)을 거쳐 서울 마포(麻浦)로 운반했다. 조병택은 한성에서 쇠가죽 한 칭(秤)을 2,300냥에 팔면서 15배가 넘는 수익을 기록했다.
조병택은 러일 전쟁 시기에 경상도 구포(龜浦), 삼랑진(三浪津), 왜관(倭館), 상주(尙州), 안동(安東) 등지에서 닭, 달걀, 쌀을 매입하고 이를 되팔면서 막대한 수익을 올렸다. 1904년 6월에는 고종의 후궁이었던 순헌황귀비와 황해도 신천군 북부면의 토지 500여 석에 관한 신탁 양도 계약을 체결했는데 순헌황귀비의 조카였던 엄주승(嚴柱承)이 해당 토지의 소유권을 취득했다. 1905년 2월 7일에는 종2품에 해당하는 관직인 대한제국 중추원 의관으로 임명되면서 칙임관 4등에 서임되었다.
1905년 탁지부의 일본인 재정 고문이었던 메가타 다네타로가 화폐정리사업을 전개하면서 대한제국의 상인들은 큰 타격을 입게 된다. 이에 조병택은 1905년 7월 20일에 경성상업회의소(京城商業會議所)를 창립하면서 조사감독 위원을 역임했고 1906년 6월 6일에는 한일은행(韓一銀行)을 설립하게 된다. 1908년 3월에는 한성재목시탄주식회사(漢城材木柴炭株式會社) 찬성원, 1909년 12월에는 공수주식회사(供需株式會社) 중역으로 활동했고 1914년 2월에는 조선무역주식회사(朝鮮貿易株式會社) 감사역, 1919년 2월에는 조선인삼주식회사(朝鮮人蔘株式會社) 중역으로 활동했다. 일제 강점기의 부동산 개발업자였던 정세권(鄭世權)은 조병택이 경성부 동대문외 창신동(東大門外 昌信洞) 651번지에 소유하고 있던 대저택을 매입하기도 했다.

### 법적 분쟁
조병택은 1920년대에 자신이 소유하고 있던 전라남도 신안군 하의도(荷衣島), 상태도(上台島), 하태도(下台島)를 둘러싼 소유권 분쟁을 빚게 되면서 위기를 맞게 된다. 1921년 9월에는 순헌황귀비의 조카였던 엄주승이 자신과 조병택 사이에 갖고 있던 신탁 관계를 해제할 것, 조병택이 갖고 있던 토지 소유권을 비롯한 모든 권리를 자신에게 양도할 것을 요구하면서 경성지방법원에 조병택을 상대로 332,257원의 소송을 제기했다. 조병택은 1921년 11월에 열린 엄주승과의 재판에서 승소했다.
1923년 5월에는 조병택의 아들이었던 조영희(趙暎熙)가 자신의 어머니 명의로 된 인장을 위조하여 사기 행각을 벌인 혐의로 구속되기도 했다. 1923년 7월에는 조병택이 엄주승을 상대로 승소했던 과거의 소송 비용과 막대한 손해에 대한 불만을 표시하면서 경성지방법원에 엄주승을 상대로 220,000원의 소송을 제기했다. 조병택은 1924년 6월에 열린 엄주승과의 1심 재판에서 패소했지만 1924년 12월에 열린 엄주승과의 항소심 재판에서 승소했다. 1924년 9월 7일에 경성부 창신동에서 위장병으로 인해 사망했다.

### 사후
친일반민족행위진상규명위원회는 조병택이 화폐정리사업에 협조한 공로로 일본 정부로부터 한국병합기념장을 받은 사실, 이토 히로부미 추도회 주요 준비위원 명단에 수록된 사실을 근거로 친일반민족행위 조사 대상자 선정 심의 대상에 포함시켰지만 《일제강점하 반민족행위 진상규명에 관한 특별법》에 명시된 친일반민족행위가 미약하다고 판단하여 제외시켰다. 2015년에는 소설가 진광근이 조병택을 소재로 한 소설 《상혼》(商魂, 책이있는마을)을 출간했다.